# Le Messager FC de Bujumbura
Le Messager FC de Bujumbura là một câu lạc bộ bóng đá Burundi, hiện tại đang thi đấu ở Giải bóng đá ngoại hạng Burundi.